# Comuna Sfântu Gheorghe, Tulcea
Sfântu Gheorghe este o comună în județul Tulcea, Dobrogea, România, formată numai din satul de reședință cu același nume.
La vărsare se formează insulele Sacalin considerate drept un început de deltă secundară.
Rezervația integrală Sacalin-Zatoane (parte din Rezervația naturală de biosferă a Deltei Dunării) se întinde în sudul comunei Sfântu Gheorghe pe circa 21.000 de hectare limitrofe litoralului. Este o succesiune de grinduri cu lacuri izolate, zone mlăștinoase, ape fluviale și salmastre, bălți nisipoase, traversate de dune paralele, stuf. Lacurile Zatoane, în special, sunt locuri de pasaj, de popas și de clocit pentru lebede, stârcii albi, roșii și galbeni, țigănuși, lopătari.
În perioada turcească, înainte de 1878, apar pe hărți alte denumiri ale localității precum Kidrillis, Cadîrlez sau Catarlezi care derivă din denumirea turcă Kadırler însemnând „Cadârgele”, sau Aios Iorgos care derivă din denumirea grecească. 
Veche așezare de pescari, Sfântu Gheorghe este atestată în documentele istorice din secolul al XIV-lea, când dezvoltarea economiei a crescut rolul negustorilor italieni (genovezi) mai ales în jurul brațului Sfântu Gheorghe.  În acea perioadă, genovezii dețineau un adevărat monopol în apele Mării Negre, făcând comerț cu peștele pescuit la gurile Dunării. Din acest motiv, localitatea San-Giorgio apare și pe harta genovezului Visconti, din anul 1318.
O legendă mai spune că, în anul 1821 a venit în sat o corabie turcească de război, în care era și un pașă. În ziua aceea, în sat răsuna cavalul ciobanilor și cântecul pescarilor. Era tocmai ziua de Sfântu Gheorghe și, în cinstea acestei sărbători, pașa a botezat satul ”Katarlez” (”z” se citește ”ț”), adică Sfântu Gheorghe.  După ce localitatea a purtat cele două nume: San-Giorgio și Katarlez, a ajuns și la denumirea actuală, Sfântu Gheorghe, care provine de la hramul bisericii vechi. Oficial, denumirea a fost preluată mult mai târziu, după 1883, după cum reiese din documentele de împroprietărire.
Din spusele bătrânilor, satul este format, în parte, din refugiați politic veniți din Rusia pe timpul împărătesei Ecaterina cea Mare, de frica oștirii care se făcea 25 de ani. De meserie pescari și vânători, s-au așezat la gura canalului Sf. Gheorghe și s-au înțeles cu negustorii greci cărora le dădeau ce prindeau în schimbul celor trebuincioase vieții. 
Conform recensământului din 2011, comuna Sfântu Gheorghe are o populație de 794 locuitori, Români, Lipoveni și Ucrainieni. Grecii au plecat în decursul anilor 1950-1970.

## Demografie
Componența etnică a comunei Sfântu Gheorghe
     Români (75,43%)
     Ucraineni (8,92%)
     Alte etnii (15,65%)
Componența confesională a comunei Sfântu Gheorghe
     Ortodocși (80,59%)
     Creștini de rit vechi (2,03%)
     Alte religii (1,1%)
     Necunoscută (16,28%)
Conform recensământului efectuat în 2021, populația comunei Sfântu Gheorghe se ridică la 639 de locuitori, în scădere față de recensământul anterior din 2011, când fuseseră înregistrați 797 de locuitori. Majoritatea locuitorilor sunt români (75,43%), cu o minoritate de ucraineni (8,92%). Din punct de vedere confesional, majoritatea locuitorilor sunt ortodocși (80,59%), cu o minoritate de creștini de rit vechi (2,03%), iar pentru 16,28% nu se cunoaște apartenența confesională.

## Politică și administrație
Comuna Sfântu Gheorghe este administrată de un primar și un consiliu local compus din 9 consilieri. Primarul, Claudiu-Dragoș Cladiade[*], de la Partidul Național Liberal, este în funcție din 1 noiembrie 2024. Începând cu alegerile locale din 2024, consiliul local are următoarea componență pe partide politice:
|  | Partid                    | Consilieri | Componența Consiliului | Componența Consiliului | Componența Consiliului | Componența Consiliului | Componența Consiliului |
|  | ------------------------- | ---------- | ---------------------- | ---------------------- | ---------------------- | ---------------------- | ---------------------- |
|  | Partidul Național Liberal | 5          |                        |                        |                        |                        |                        |
|  | Partidul Social Democrat  | 4          |                        |                        |                        |                        |                        |